# Kampong Makassar

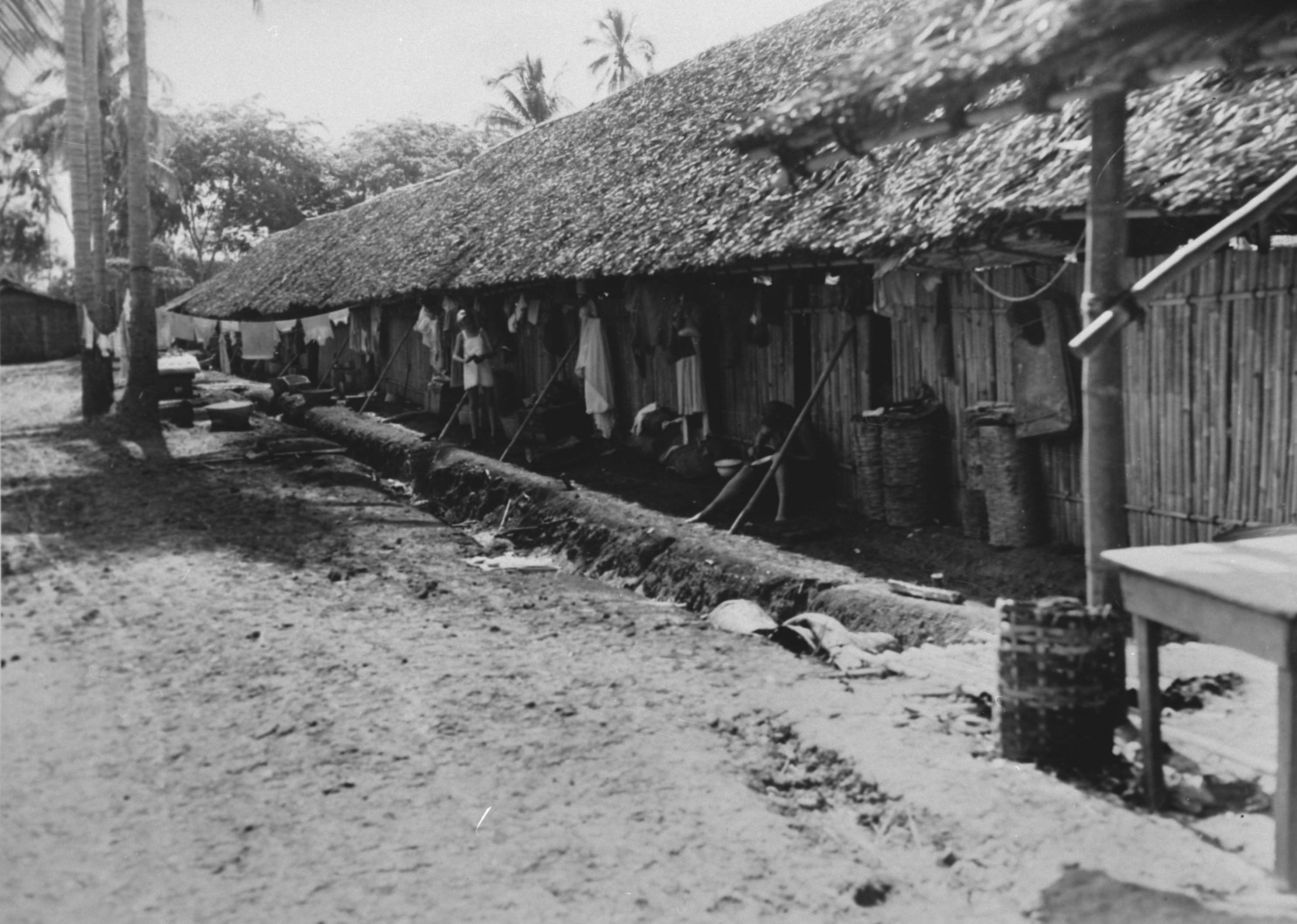
Kampong Makassar in 1945

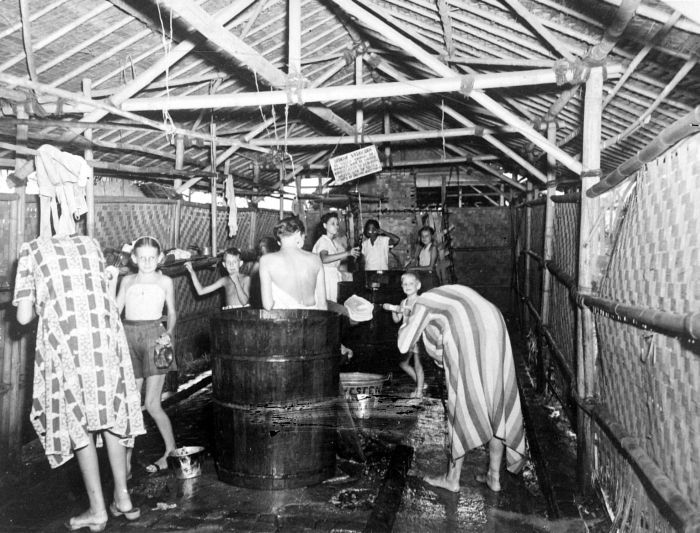
Kampong Makassar

De Kampong Makassar was tijdens de Japanse bezetting van Nederlands-Indië in Batavia een interneringskamp. In de periode van april 1942 tot januari was dit een krijgsgevangenkamp. In de loop van januari 1945 tot augustus 1945 was dit een burgerkamp waarin vrouwen en kinderen werden gehuisvest. In oktober 1945 is het kamp geheel ontruimd en heeft het daarna dienst gedaan als doorgangskampement voor Nederlandse militairen.
Het kamp lag ten zuiden van Meester Cornelis en ten oosten van de weg naar Buitenzorg in de buurt van de gelijknamige kampong en het 18e-eeuwse landhuis met de naam Kampong Makassar. Het stond ook bekend als Tjililitan Besar. Voor de oorlog was dit landhuis al in gebruik als kazerne van de veldpolitie. Het kamp lag in een klappertuin en bestond uit primitief gebouwde barakken van bamboe en atap (palmbladeren) en was omheind met gedek en prikkeldraad.
Het kamp fungeerde vanaf januari 1943 2 jaar lang ook als doorgangskamp voor krijgsgevangenen die via de haven Tandjoeng Priok op transport werden gezet naar elders. Het kamp werd in de administratie van de Japanners vermeld als Bunsho 1, Kamp 9.